# Velezzo Lomellina
Velezzo Lomellina – miejscowość i gmina we Włoszech, w regionie Lombardia, w prowincji Pawia.
Według danych na rok 2004 gminę zamieszkiwały 103 osoby, 12,9 os./km².